# Атака Тура (1589)
Атака Тура (фр. attaque de Tours), или Сен-Семфорьенский бой (combat de Saint-Symphorien) 8 мая 1589 — сражение между войсками Католической лиги под командованием герцога Майенского и частями роялистов и гугенотов во главе с Генрихом III, предшествовавшее походу на Париж соединенной армии королей Франции и Наварры.

## Военно-политическая обстановка
Изгнанный из столицы восставшим народом и устроивший свой временный двор в Туре Генрих III не имел достаточных сил для борьбы с Католической лигой, на сторону которой после убийства герцога де Гиза и кардинала Лотарингского перешли многие города Северной Франции. В этих условиях король заключил союз с вождем гугенотов Генрихом Наваррским, дабы совместными силами отвоевать Париж.
30 апреля 1589 короли Франции и Наварры встретились в замке Плесси-ле-Тур и договорились о совместных действиях, после чего Наваррец 4 мая отбыл в Шинон, куда должны были подойти его основные силы. Генрих III по совету зятя выдвинул в Сен-Семфорьенское предместье, расположенное на северном берегу Луары и соединявшееся с Туром Старым мостом, пехотные полки Бурбона де Рюбампре, Жана Бурре де Жерсе и Люпьяка де Монкассена, оставив в городе только гвардейцев и знать.

## Наступление герцога Майенского
Тем временем глава Католической лиги герцог Майенский также приступил к активным действиям. Выступив из столицы с частью войск, он взял Мёлан и ещё несколько мелких крепостей, которые могли бы помешать снабжению Парижа, после чего двинулся на запад, рассчитывая овладеть Вандомом и Туром, где у него имелось немало сторонников. Губернатор Вандома Майе Бенеар сдал город отряду де Рона, захватившему королевский Большой совет, размещенный Генрихом в этом городе.
Прибывший позднее Майен соединил у Вандома свои силы и, поскольку в Блуа стояла армия герцога д’Эпернона и овладеть городом не представлялось возможным, двинулся в Шато-Рено, находившийся в семи лье от Тура и основных сил королевской армии. Там ему сообщили о стоявшем в Сент-Уане, в одном лье от Амбуаза, отряде графа де Бриенна, пренебрегавшего мерами охранения и распустившего кавалерию по окрестным деревням. В короткое время пройдя девять лье, Майен 27 апреля внезапно обрушился на части графа, чувствовавшего себя в полной безопасности, и частью перебил, частью обратил в бегство. Бриенн укрылся в Сент-Уане, но, не имея достаточных ресурсов для обороны, на следующий день сдал крепость после сильного артиллерийского обстрела. Гарнизон был отпущен под обязательство некоторое время не браться за оружие, а Бриенн оказался в плену. Лигеры потеряли в этом деле своего генерала артиллерии маркиза де Канийяка, руководившего осадными работами, и умершего от ран 29 апреля, и «нескольких из своих самых храбрых солдат». Пропаганда Лиги представила этот частный успех как разгром соединенного войска двух королей.

## Атака Сен-Семфорьенского предместья
После этого успеха герцог Майенский решил атаковать саму королевскую армию, пока к ней не присоединились основные силы гугенотов; кроме того, он полагал, что позиция в Сен-Семфорьене укреплена противником недостаточно, так как это довольно «обширная, но неровная местность». О положении в Туре герцога проинформировал перебежчик из королевского лагеря Франсуа Бланшар де Клюзо, по словам де Ту, человек без чести и совести, но бравый и «рукастый» капитан. По словам Пьера де Л’Этуаля, Майен узнал, что Сен-Семфорьен охраняют всего полторы тысячи человек, после чего и решился попытаться захватить короля при помощи внезапной атаки. 7 мая кавалерия под командованием герцога взяла Монтуар. Изобразив намерение расположиться в Шато-дю-Луар, чтобы затем двигаться в Мен, Майен вечером того же дня снялся с лагеря, взяв с собой две кулеврины, и, пройдя за ночь форсированным маршем одиннадцать лье, на рассвете следующего дня показался в окрестностях Тура.
Пехота короля располагалась в домах предместья, но эта позиция была слишком углублена и командовавший частями полковник Монкассен занял соседнюю господствующую высоту, через которую шла дорога в направлении на Блуа и Шато-Рено. Находившиеся на вершине холма строения были укреплены и заняты сильным отрядом.
Майен, выйдя на равнину перед холмом, предоставил своим войскам, утомленным продолжительным маршем, время для отдыха, спрятав кавалерию в ущелье, через которое шла дорога на Мемброль, и направив полки Клюзо и дю Бура занять дома, расположенные на вершине. Часовые роялистов заметили их продвижение и войска успели подготовиться к обороне. В десять часов утра завязался оживленный бой, причем именно в то время, когда позиции отряда посетил с инспекцией лично Генрих III. Хотя с королем было мало людей и он был без оружия, присутствие монарха, отдававшего уверенные приказы, воодушевило войска, которые оказали упорное сопротивление превосходящим силам противника и смогли дождаться подхода подкреплений.
Король распорядился выдвинуть вперед полки Жарзе и Рюбампре, стоявшие слева и справа от участка атаки, и направил двухтысячный Швейцарский полк Галати в город, опасаясь, что жители Тура могут поднять восстание в тылу, пока он будет сражаться за предместье. По словам Давилы, главной заботой Генриха было удержать возле себя дворян, рвавшихся в бой в надежде покрыть себя славой: их безрассудная храбрость, сочетавшаяся с отсутствием дисциплины часто приносила на поле боя больше вреда, чем пользы (де Ту добавляет, что, вернувшись в Тур, он распорядился закрыть ворота, дабы горячие головы не могли покинуть город без приказа).
Майен поддержал решительную атаку капитана дю Бура огнем кулеврин и после трехчасового боя вынудил противника отступить с вершины холма. Монтиньи, который командовал обороной домов, был ранен выстрелом из аркебузы, а полковник Жарзе и более двухсот его солдат убиты. Лигеры тремя колоннами повели наступление вниз с вершины на полки Монкассена и Рюбампре, оборонявшие пригородные авеню, одно к востоку, другое к западу от города. Майен поддерживал атаку, направляя все новые подкрепления, но роялисты держались твердо. Обе стороны вели сильный огонь, наконец, Майен бросил в бой полки Вивонна де Лашатеньере и Понсенака, состоявшие из ветеранов, ранее служивших его брату герцогу де Гизу. Прибытие свежих частей, атаковавших во фланг со стороны реки, вынудило королевскую пехоту отступить, двое полковников были ранены и лигеры овладели почти всем предместьем.
Король, боявшийся оказаться осажденным в Туре, где не было достаточных припасов, приказал командующему гвардией кампмейстеру Луи де Крийону, исполнявшему обязанности генерал-полковника пехоты в отсутствие герцога д’Эпернона, контратаковать и выбить неприятеля из предместья. Крийон выступил во главе отборного отряда, сопровождаемый двумя группами дворян, которым Генрих приказал спешиться и усилить атакующие части. Франсуа де Шатийон, сын адмирала Колиньи, оставленный Генрихом Наваррским при особе короля и ожидавший прибытия своего подразделения, также вызвался участвовать в контратаке.
По словам де Ту, сам король выступил из города «в своем фиолетовом одеянии, будто в трауре из-за того, что он не хотел его покидать, сопровождаемый большей частью тех, кто был при дворе, в числе которых находился и я». По его прибытии выяснилось, что форт, в котором хранилось оружие, захвачен неприятелем, и плохо вооруженные войска не могут переломить ход сражения. В то время, когда Генрих с маршалом Омоном, герцогом де Монбазоном и Гаспаром де Шомбергом отправился по мосту обратно в город, его части первым же натиском овладели одной из улиц предместья и отбили два форта в квартале, который оборонял Рюбампре, уже опасно раненый в двух местах.
После этого бой некоторое время продолжался с переменным успехом, пока Майен, ожидавший на вершине холма похода кавалерии, не бросил в атаку свежие силы и открыл по противнику артиллерийский огонь с господствующей позиции. Королевские войска были отброшены к третьему форту, возвышавшемуся на перекрестке, и куда уже отступил Монкассен. Крийон потерял в бою своего племянника Пьера ле Бретона, затем сам рухнул на землю, получив два удара шпагой в левый бок и сквозное ранение из аркебузы, от которых потом долго лечился, а вскоре при защите этого укрепления были убиты лейтенант кавалерийской роты маршала Омона Бонниве, Сен-Малин (Сен-Мален, один из Сорока пяти, первым ударивший кинжалом герцога де Гиза), Эннекен де Мато и ещё ряд офицеров. Один Шатийон продолжал драться и, «казалось, был неуязвим». Наконец Флоримон де Альвен, маркиз де Пьенн, посланный Майеном довершить разгром противника, к четырём часам дня выбил роялистов из Сен-Семфорьена. Швейцарцев, которые уже шли на помощь, король распорядился отозвать. Роялисты отступили к мосту через Луару, где заняли новую позицию у тет-де-пона, который прикрыли фашинами. В этой атаке лигеры потеряли около ста человек, почти одних солдат, и всего двух капитанов, тогда как потери роялистов превысили три сотни, в том числе погибли почти все именитые офицеры. Король в это время находившийся в Туре, разместил швейцарцев в ключевых пунктах, чтобы воспрепятствовать восстанию горожан, и слал курьеров к Наваррцу, прося о немедленной помощи.

## Оборона моста. Отступление Майена
Благодаря доблести Крийона и Шатийона роялисты остались хозяевами моста, но лигеры, овладев предместьем, разместили тысячу мушкетеров и шесть тысяч аркебузиров в окнах домов, скальных углублениях, за оградами садовых террас, и вели частый огонь по солдатам, беспорядочно скопившимся за парапетами моста. Многие роялисты прыгали в воду, чтобы вплавь добраться до острова, через который проходил мост.
Генрих Наваррский, узнав об атаке Тура, немедленно выступил на помощь королю. Боясь не успеть, он послал вперед пятнадцать сотен пехоты Шатийона, одну из своих самых легких частей. К семи часам вечера, на закате, передовые наваррские части Латремуя, Шатийона и Ларошфуко подошли к месту сражения. По выражению Агриппы д’Обинье, «малые числом; но они носили в сердцах смелость, какой совершенно не было у других отрядов». Под убийственным градом пуль, летевших из предместья, части гугенотов «хладнокровно» и «не спеша» вступили на мост и заняли позицию, сменив отряд Крийона, который, по утверждению Агриппы, был настолько восхищен их отвагой, что с тех пор стал горячим сторонником союза с реформатами.
Малочисленность прибывших обнадежила лигеров, возобновивших штурм тет-де-пона, но вскоре их атаки выдохлись и ночь прервала сражение. Шатийон возглавил оборону моста, а король с герцогом де Монбазоном, маршалом Омоном, своей пехотой, швейцарцами и придворными продолжил наблюдать за городом.
Генерал пехоты Лиги шевалье д’Омаль был оставлен командовать в предместье, а де Пьенн со своим полком занял позицию перед тет-де-поном. Всю ночь противники спешно возводили укрепления, намереваясь утром возобновить сражение. Ночь была тревожной, около полуночи дозорные сообщили Маейну, будто в лунном свете разглядели на острове скопление белоленточников, предположив, что это прибыли главные части короля Наваррского. На рассвете среды 9 мая к городу подошел полк Шарбоньера, высланный Наваррцем впереди главных сил, затем полки Лагранвиля, Сен-Жан-де-Мигура и Лакруа, прошедшие по мосту, к обстрелу которого присоединились семь орудий, после чего Майен, потерявший надежду на успех, приказал зарыть трупы и отходить к первоначальному лагерю, после чего повел свои войска в Мен.
Всю ночь солдаты Лиги грабили предместье, не пощадив даже церкви и монастыри, сожгли два десятка домов и совершали варварские насилия над гражданским населением, вытаскивая женщин в том числе из церквей, где те искали убежища. «Ни к чему не было почтения, ограбили алтари, женщин часто насиловали прямо у подножия святилищ, и часто даже в присутствии их мужей и их изнасилованных дочерей». При этом похвалялись, что папа римский скоро предоставит им полное отпущение грехов за их священную религиозную борьбу, и утверждая, что «еретики, то есть те, кто из партии короля, не имеют тех же привилегий, что и католики». По утверждению Давилы, герцог Майенский пытался восстановить дисциплину, но «было невозможно пресечь самоуправство армии добровольцев, которым к тому же не выплатили жалование». Де Ту, напротив, утверждает, что насилия начались сразу же после захвата предместья и шевалье д’Омаль сам подавал в этом пример своим людям.
Генрих Наваррский предлагал преследовать противника и заставить дорого заплатить за опустошение Сен-Семфорьена, но король был против, отпустив связанный с азартной игрой каламбур: «Глупо двум Анри гоняться за одним Каролусом». Генрих III дважды обнял Шатийона, назвал гугенотов своими новыми солдатами и в знак признательности даже надел белую ленту, чем вызвал глухой ропот у части католиков. Антраг, Франсуа д'О и Шатовьё шептали монарху, что им тяжело на сердце от его нового наряда, но такие профессиональные военные, как маршал Омон, Монтиньи и Крийон одобрили его жест. Обращаясь к миньонам, Омон презрительно добавил: «Только содомиты (les bougres) терпеть не могут гугенотов».

## Последствия
Роялисты, хотя и потеряли больше людей, чем противник, считали Сен-Семфорьенский бой своим успехом. Особенную радость в войсках вызвало мужество, проявленное их монархом на поле боя, учитывая ту репутацию, которую ему создали сплетни и пропаганда противников. «Как в великие времена Жарнака и Монконтура, Генрих, очень приметный в своем костюме из фиолетового бархата — цвета придворного траура, появлялся на аванпостах, ободрял солдат, бесстрашно сносил аркебузный огонь».
Со своей стороны Майен и Лига всячески превозносили то, что считали своей победой, поскольку им действительно удалось взять верх над численно уступавшей им королевской пехотой и захватить предместье. В своей печатной пропаганде лигеры сильно преувеличивали число убитых врагов и специально отмечали гибель Сен-Малена, выставляя её как проявление Божественного возмездия за любимого парижанами Гиза и знак скорого торжества своего дела. Герцогиня де Монпансье распустила по Парижу слухи, что оба короля ранены, половина их солдат осталась лежать на поле сражения, а Крийон, Монбазон и маршал Омон убиты, но эти небылицы если кого-либо и убедили, то ненадолго. Сам герцог Майенский, отступая из под Тура, опубликовал заявление, в котором, помимо преувеличения вражеских потерь, утверждал, в частности, что маршал Омон опасно ранен, что герцогу Монбазону оторвало ядром обе ноги, что Крийон и Рюбампре убиты, что он распорядился отыскать тело Сен-Малина, у которого по приговору великого прево отрубили кисть руки и голову, остальное повесили, снабдив пояснительной надписью, а голову отправили на Монфокон. Де Ту, как свидетель событий, опровергает это бахвальство тем фактом, что на следующий день короли прогуливались по предместью «среди изуродованных трупов, которые вызывали ужас», поскольку не было времени очистить от них улицы, и никаких следов описанной Майеном экзекуции там не было.
Атака турского предместья оказалась важным событием в кампании 1589 года. Для Лиги неудачная попытка разгромить остатки королевской армии, пленить особу монарха и помешать союзу Генриха с гугенотами фактически была поражением, и пропаганде при всех стараниях не удалось затушевать неудачу. Король с этого момента «помчался от победы к победе, а Лига начала стремительно разваливаться». В том же месяце лигеры потеряли Санлис, «позицию первостепенной важности», а при попытке его отвоевать были разгромлены, что облегчило роялистам и гугенотам наступление на столицу.